# Isbergues
 Isbergues  es una población y comuna francesa, situada en la región de Norte-Paso de Calais, departamento de Paso de Calais, en el distrito de Béthune y cantón de Norrent-Fontes.

## Demografía
| 11 000 | 11 798 | 11 807 | 10 962 | 10 395 | 9836 |
| Para los censos de 1962 a 1999 la población legal corresponde a la población sin duplicidades (Fuente: INSEE [Consultar]) |        |        |        |        |      |

## Deportes
En la localidad se celebra anualmente el Gran Premio de Isbergues, una carrera ciclista profesional, puntuable para la Copa de Francia de Ciclismo.